# نيسيريترول
نيسيريترول هو إستر مكون من الناياسين وبنتايريثريتول (pentaerythritol) له نفس خواص الناياسين (أو حامض النيكوتينيك) الذي بعملية الأيض سوف يتحلل ويحرر جزئية منه.
نيسيريترول يستخدم في حالات ارتفاع نسبة الكوليسترول في الدم حيث أن له فعالية في تخفيض نسبة الكوليسترول كما أن له مفعولا موسعا للوعية الدموية لذلك من الممكن استخدامه في بعض أمراض الأوعية الدموية المحيطية.